# Phthitia bicalyx
Phthitia bicalyx är en tvåvingeart som beskrevs av Marshall 1992. Phthitia bicalyx ingår i släktet Phthitia och familjen hoppflugor. Inga underarter finns listade i Catalogue of Life.